# Кашмирска кабарга
Кашмирска кабарга (Moschus cupreus) е вид бозайник от семейство Кабаргови (Moschidae). Видът е застрашен от изчезване.

## Разпространение и местообитание
Разпространен е в Афганистан, Индия и Пакистан.